# 冯亚军
冯亚军（1966年9月—），男，江苏海门人。中华人民共和国地方官员。

## 生平
大学本科学历，中央党校硕士研究生学历，博士学位。1988年6月，加入中国共产党。1993年8月参加工作。历任南京市栖霞区栖霞镇党委副书记、镇长；南京市栖霞区副区长、党组成员；南京市栖霞区委常委、副区长、党组成员；南京市栖霞区委常委、副区长兼南京仙林大学城党工委副书记、管委会副主任。
2004年12月—2005年1月，任中共江苏省南京市秦淮区委副书记、代区长。2005年1月—2011年6月，任中共江苏省南京市秦淮区委副书记、区长。2011年6月—2012年10月，任中共江苏省南京市建邺区委书记。2012年10月—2013年1月，任中共江苏省南京市建邺区委书记、南京市生态科技岛管委会主任。2013年1月—2014年3月，任江苏省南京市河西新城区开发建设指挥部常务副指挥长、建邺区委书记、区人大常委会主任。2014年3月—2014年9月，任江苏省南京市委常委、南京市河西新城区开发建设指挥部常务副指挥长、建邺区委书记、区人大常委会主任。2014年9月13日，涉嫌严重违纪违法，接受调查，2015年3月11日被刑事拘留。同月25日被逮捕。2017年2月16日一审犯受贿罪，判处有期徒刑四年。。